# Nelson Traquina
Nelson Traquina (17 de Setembro de 1948 — Massachusetts, 26 de Setembro de 2019), foi um jornalista e professor norte-americano. Destacou-se como um importante investigador no ramo do jornalismo em Portugal, tendo escrito várias obras sobre este assunto.

## Biografia

### Nascimento e formação
Nasceu em 17 de Setembro de 1948 nos Estados Unidos da América, numa família de imigrantes açorianos. Estudou nos Estados Unidos, onde concluiu uma licenciatura em política internacional no Assumption College, em Worcester, e em França, onde integrou o curso de Comunicação Social e Política na Universidade de Paris I, e doutorou-se em Sociologia na Universidade de Paris V. Posteriormente, também tirou um mestrado na Universidade de Denver.

### Carreira profissional
Começou a trabalhar em Portugal como jornalista após a Revolução de 25 de Abril de 1974, trabalhando nessa altura na empresa United Press International.
Nos princípios da década de 1980, começou a trabalhar como professor na Faculdade de Ciências Sociais e Humanas da Universidade Nova de Lisboa, no curso de Ciências da Comunicação. Grande parte dos jornalistas que entraram ao serviço desde então passaram por este curso, tendo a maioria sido alunos de Nelson Traquina. Em 1997 passou a professor catedrático, tendo nesse ano criado o Centro de Investigação Media e Jornalismo naquele estabelecimento de ensino. Reformou-se em 2010. Foi um importante investigador sobre o estudo do jornalismo em Portugal, tendo sido o autor da antologia Questões, Teorias e Estórias, de 1993, e dos livros Teorias do Jornalismo, de 2004, O Quarto Poder Frustrado, A Tribo Jornalística, O que é o Jornalismo, e O Poder do Jornalismo. Foi o responsável, em conjunto com vários alunos, por um grande estudo sobre o tratamento jornalístico da doença da Sida a nível nacional. No Brasil, foi um dos autores mais referenciados no campo do jornalismo.

### Falecimento
Faleceu em 26 de Setembro de 2019, no estado de Massachusetts, nos Estados Unidos da América, aos 71 anos de idade, devido a um ataque cardíaco. Estava a residir naquele estado desde 2011, para onde se mudou pouco tempo após a sua reforma.

## Homenagens
Em 2012, a Universidade da Beira Interior publicou a obra Pesquisa em Media e Jornalismo – Homenagem a Nelson Traquina, que reuniu os comentários de vários colegas seus, tendo alguns deles sido ainda seus alunos. Na sequência do seu falecimento, foi homenageado pela direcção da Faculdade de Ciências Sociais e Humanas, que destacou a sua importância como investigador na área do jornalismo.